# Префектура (Франция)
Префектура в современной Франции имеет следующие значения:
- должность префекта (главы департамента);
- административные службы, которые помогают префекту;
- здание, в котором размещены префект и его службы;
- город, где находится это здание (административный центр департамента).

Департамент — административная единица, на которые разделена Франция. Термин используется в статье 72 Французской Конституции 1958 года. Термин «префектура» в тексте Конституции не упоминается.